# Stirling City (Kalifornija)
Stirling City je naseljeno područje za statističke svrhe u američkoj saveznoj državi Kalifornija. Prema popisu stanovništva iz 2010. u njemu je živjelo 295 stanovnika.